# Mons Huygens
Der Mons Huygens ist der höchste Berg auf dem Erdmond. Sein Gipfel liegt etwa 5,5 km über der Ebene des Mare Imbrium, an dessen südsüdöstlichem Rand er sich erhebt. Er liegt am Rand der Montes Apenninus, östlich des kleinen Kraters Huxley. Obwohl er der höchste Berg auf dem Mond ist, ist es nicht der höchste Punkt der Mondoberfläche (dies ist mit 10,8 km Höhe der Kraterrand des Mondkraters Engel'gardt auf der Mondrückseite). Als Teil eines Ringgebirges ist der Mons Huygens ein Impaktberg und nicht, wie die meisten Berge der Erde, durch Tektonik oder Vulkanismus entstanden.
1961 wurde er nach dem niederländischen Astronomen, Mathematiker und Physiker Christiaan Huygens benannt.